# Dennstaedtia globulifera
El helecho perejil (Dennstaedtia globulifera) es un helecho de porte arbustivo, miembro de la familia Dennstaedtiaceae; el nombre del género fue creado en honor a A.W. Dennstaedt, botánico alemán del siglo XVIII, mientras que la especie está dada por la forma de los soros.

## Clasificación y descripción
Rizoma: rastrero, largo, peludo;  frondes: de 1 a 3 m de largo; pecíolo: de color café claro, carece de yemas en la base; lámina: de forma deltoide, tripinnadas a subcuadripinnadas, de 1 a 1,5 m de ancho, pubescente en la superficie inferior (abaxial); pinnas: ovado-lanceoladas, de 30-45 x 9-15 cm; indusio: de forma globular, naciendo en los márgenes de las pinnas.

## Distribución
Desde el estado de Texas en Estados Unidos de América y el norte de México (N.L. y Tamps.) hasta América del Sur.

## Hábitat
Habita en bosques y selvas húmedas. El estado de Texas (EUA), es el límite norte de su distribución.

## Estado de conservación
En México no se encuentra en ninguna categoría de protección de la NOM059. Tampoco está en alguna categoría en la lista roja de la IUCN (International Union for Conservation of Nature). Ni en CITES (Convención sobre el Comercio Internacional de Especies Amenazadas de Fauna y Flora Silvestres).